# يحيى الدرع
يحيى الدرع (مواليد 17 يوليو 1995) هو لاعب كرة يد مصري يلعب ظهيرًا أيسرًا. يلعب حاليًا مع نادي فيسبرم، ويمثل منتخب مصر لكرة اليد.

## المشاركة الأولمبية
مثّل الدرع منتخب مصر في الألعاب الأولمبية الصيفية 2016، حين حلّ المنتخب المصري في المركز التاسع، وأحرز الدرع عشرة أهداف.

## روابط خارجية
- يحيى الدرع على موقع الاتحاد الدولي لكرة اليد (الإنجليزية)
- يحيى الدرع على موقع الاتحاد الأوروبي لكرة اليد (الإنجليزية)
- يحيى الدرع على موقع اللجنة الأولمبية الدولية (الإنجليزية)
- يحيى الدرع على موقع أوليمبيديا (الإنجليزية)